# Philip Davies (Soziologe)
Philip H. J. Davies (geb. vor 1984) ist ein britischer Soziologe und Politikwissenschaftler.

## Leben
Davies studierte Soziologie an der Trent University in Peterborough, Ontario (BA (Hons) 1984). Nach dem MA 1987 in Social and Political Thought an der York University in Toronto, Ontario machte er 1997 bei Ken Robertson seinen PhD (Thesis: Organisational Development of Britain's Secret Intelligence Service 1909–1979) in Soziologie an der University of Reading.
Danach lehrte er im Rahmen des University of London External Degree Programme in Singapur und war Editorial Consultant der Zeitschrift Asian Defence and Diplomacy. 1999 kehrte er als Lecturer für Soziologie zurück nach Reading. Von 2001 bis 2003 war er Associate Professor für Internationale und Strategische Studien an der University of Malaya in Kuala Lumpur, Malaysia. Ein postgraduales Zertifikat als Hochschullehrer erwarb er 2006 an der Brunel University in London. Er wurde zunächst Senior Lecturer und dann Full Professor of Politics and History am College of Business, Arts and Social Sciences der Brunel University. Seit 2008 ist er Leiter des Brunel Centre for Intelligence and Security Studies (BCISS). Dieses begründete er 2003 mit und initiierte einen Masterstudiengang.
Von 2010 bis 2012 war Davies Mitglied des MoD Steering Committee on Intelligence Doctrine und von 2010 bis 2014 External Examiner an der University of Salford. Seit 2004 ist er Mitglied des Oxford Intelligence Group Steering Committee und seit 2010 des Peer Review College. Weiterhin gehört er der Political Studies Association of the United Kingdom (1994 begründete er die dortige Security and Intelligence Studies Group mit) und der International Studies Association an. Er ist Mitglied der Editorial Boards von Intelligence and National Security und International Journal of Intelligence and Counterintelligence sowie Mitglied des Advisory Board des Mackenzie Institute for the Study of Terrorism, Revolution and Propaganda in Toronto, Ontario.

## Schriften (Auswahl)
- The British secret services (1996)
- MI6 and the machinery of spying (2004)
- Intelligence and Government in Britain and the United States (2012)
- Intelligence Elsewhere (mit Kristian Gustafson, 2013)